# غوسي جورجيفسكي
غوسي جورجيفسكي مواليد 12 فبراير 1987 في سكوبيه، جمهورية مقدونيا، هو لاعب كرة يد مقدوني يلعب كجناح أيمن. يلعب حاليا مع نادي سي إس إم بوخارست لكرة اليد ويحمل الرقم 9. مثل منتخب مقدونيا لكرة اليد.

## سجل المنافسة
شارك في البطولات التالية:
- بطولة العالم لكرة اليد للرجال 2015
- بطولة أوروبا لكرة اليد للرجال 2014
- بطولة أوروبا لكرة اليد للرجال 2016

## روابط خارجية
- غوسي جورجيفسكي على موقع الاتحاد الأوروبي لكرة اليد (الإنجليزية)
- غوسي جورجيفسكي على موقع الاتحاد الفرنسي لكرة اليد (الفرنسية)